# Charonspfennig

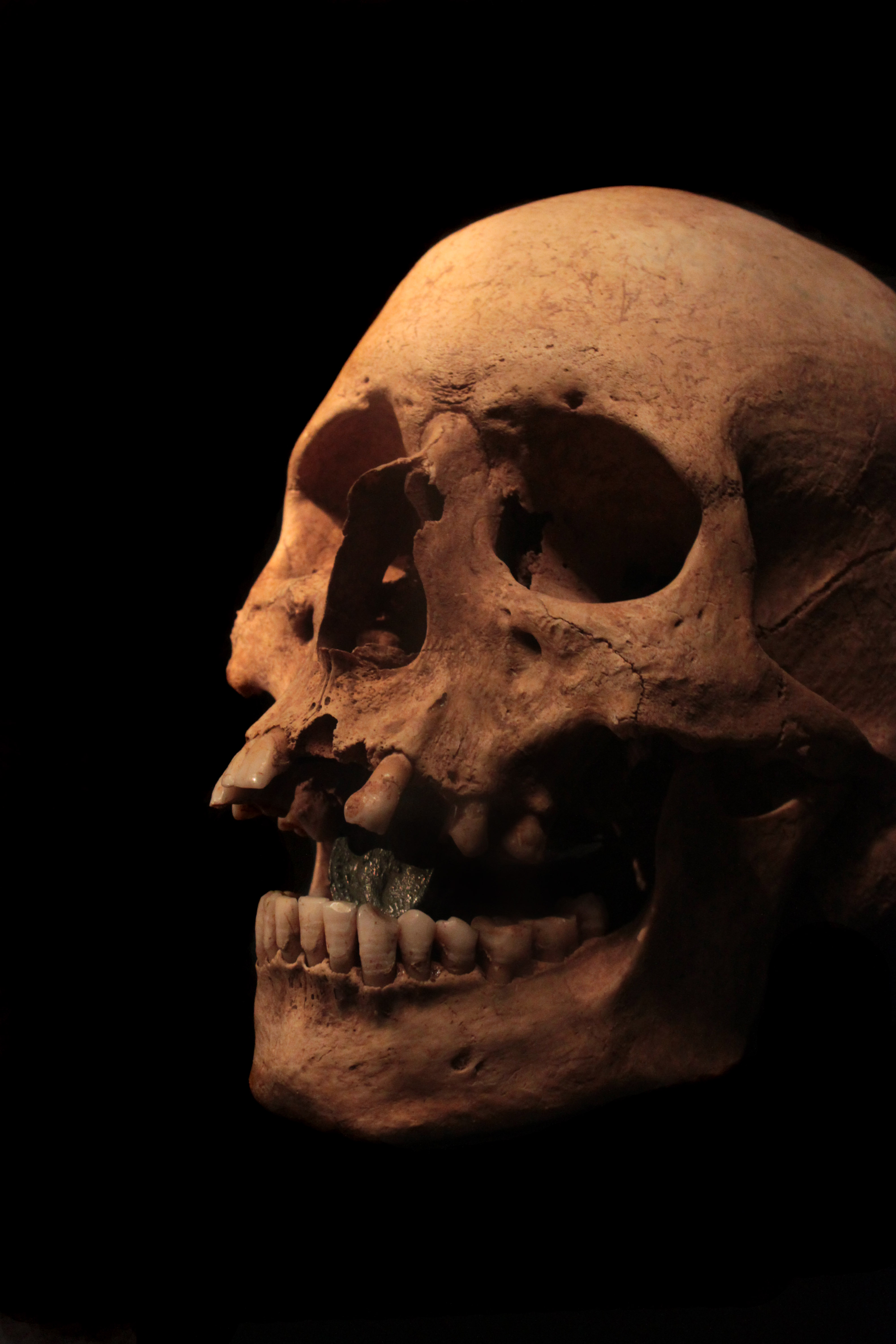
Charonspfennig-Fund (hier ein Dupondius des Antoninus Pius) als Grabbeigabe in einem römischen Schädel in Spanien (Museo de Prehistoria de Valencia, ca. 140–144 n. Chr.)

Ein sogenannter Charonspfennig ist eine Münze, die ursprünglich in der Antike verstorbenen Griechen als Grabbeigabe in den Mund gelegt wurde, bevor sie bestattet wurden. Die Lage der Münze im Mund stellte sicher, dass der Tote diese im Jenseits bei sich hatte, und sollte als Fährgeld für den Fährmann Charon für die Überfahrt der Toten über den Fluss Acheron, Styx und den Acherousia-See in das Totenreich des Hades dienen. Unbestattete Tote, denen Charon den Zugang verwehrte, mussten in der damaligen Glaubensvorstellung einhundert Jahre am Ufer des Acheron als Schatten umherirren. Diese Begräbnissitte wurde später von den Römern übernommen und breitete sich auf weitere Kulturkreise aus. So übernahmen unter anderem die linksrheinischen Franken um 500 n. Chr. von der gallo-römischen Bevölkerung die Körperbestattungssitte. Der Charonspfennig hielt sich bis in das Frühmittelalter hinein.